# Una Iglesia con propósito
Una Iglesia con propósito (en inglés: The Purpose Driven Church) es un libro escrito por el pastor cristiano Rick Warren y publicado por Zondervan en 1995. 

## Resumen
El libro presenta los cinco objetivos de Dios para una iglesia en salud. Las 5 secciones principales del libro son adoración, comunión fraterna, discipulado, ministerio y la  Misión.

## Recepción
El libro fue un superventas unas semanas después de su publicación.  En una encuesta realizada en mayo de 2005 a pastores y ministros de los Estados Unidos, fue elegido como el segundo libro más influyente sobre sus vidas y su ministerio. En 2018 se vendieron más de 1,5 millones de copias.

## Influence
El libro fue el origen de las conferencias anuales denominadas "Purpose Driven Conference".